# Petit-Châtel
Petit-Châtel era una comuna francesa que estaba situada en el departamento de Jura, de la región de Borgoña-Franco Condado, que en 1822 pasó a formar parte de la comuna de Pratz.

## Demografía
| Gráfica de evolución demográfica de Petit-Chátel entre 1793 y 1821 |
|                                                                    |

Los datos demográficos contemplados en este gráfico se han cogido de la página francesa EHESS/Cassini.